# Отёк диска зрительного нерва
Отёк диска зрительного нерва (или папиллоэде́ма) — патологическое состояние диска зрительного нерва, вызванное повышенным внутричерепным давлением. Отёк, как правило, двусторонний и может появиться в период от нескольких часов до нескольких недель с момента повышения давления. Односторонний вариант крайне редок. Отёк диска зрительного нерва, в основном, рассматривается как симптом в результате другого патофизиологического процесса.
При внутричерепной гипертензии отёк диска зрительного нерва чаще всего происходит с двух сторон. Если при исследовании глазного дна обнаружен отёк диска зрительного нерва, то следует провести дальнейшее исследование, так как это может привести к потере зрения, если не лечить основное заболевание. Как правило, выполняется исследование головного мозга и/или позвоночника с помощью компьютерной томографии или магнитно-резонансной томографии. При одностороннем отёке диска зрительного нерва можно предположить заболевание в самом глазе, например, глиома зрительного нерва.

## Признаки и симптомы

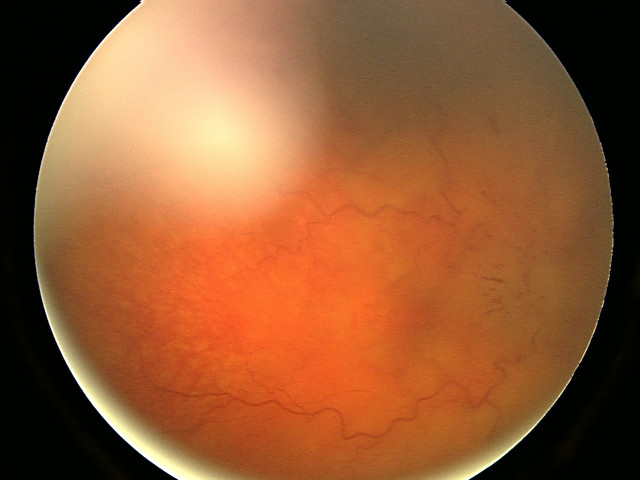
Фотография глазного дна показывает менее сильный отёк диска зрительного нерва

Отёк диска зрительного нерва может быть бессимптомным или с головной болью на ранних стадиях. Однако симптоматика может прогрессировать в расширение слепого пятна, пелену перед глазами, выпадение полей зрения и, в конечном счёте до полной потери зрения.
Признаки отёка диска зрительного нерва, видимые в офтальмоскоп включают:
- венозный застой (обычно первый признак)
- уменьшение венозной пульсации
- кровоизлияния поверх и/или рядом с диском зрительного нерва
- размытые края диска зрительного нерва
- подъём диска зрительного нерва
- линии Патона — концентрические складки сетчатки вокруг диска зрительного нерва[3]

При проверке визуальных полей врач может выявить увеличенное слепое пятно; острота зрения может оставаться относительно нетронутой, несмотря на то, что отёк диска зрительного нерва является серьёзным или продолжительным.

## Диагностика
Проверку глаз на признаки отёка диска зрительного нерва следует проводить, когда есть клинические подозрения повышенного внутричерепного давления, и рекомендуется при появлении головной боли. Это может быть сделано путём офтальмоскопии или фотографии глазного дна, и, возможно, с использованием щелевой лампы.

## Причины
Повышенное внутричерепное давление может возникнуть в результате одного или более следующих факторов:
- Гипертонический криз
- Идиопатическая внутричерепная гипертензия (также известная как лат. Pseudotumor Cerebri)
- Тромбоз синусов твёрдой мозговой оболочки
- Внутримозговое кровоизлияние
- Дыхательная недостаточность[4]
- Гипервитаминоз А у людей, которые принимают большие дозы пищевых добавок, содержащих витамин А.
- Приём ретиноидов, например изотретиноина.
- Гипераммонемия — повышенный уровень аммиака в крови (в том числе отёк головного мозга/внутричерепное давление)
- Синдром Гийена — Барре, из-за повышенного уровня белка
- Синдром Фостер Кеннеди
- Мальформация Арнольда — Киари
- Острая горная болезнь и высотный отёк головного мозга
- Болезнь Лайма (Лайм менингита конкретно, когда бактериальная инфекция поражает центральную нервную систему, что приводит к повышенному внутричерепному давлению)
- Медуллобластома
- Опухоль лобной доли
- Орбитальные
  - Глаукома: окклюзия центральной вены сетчатки, тромбоз кавернозного синуса
  - Местное поражение: оптический неврит, ишемическая невропатия зрительного нерва, отравление метанолом, инфильтрация диска из-за глиомы, саркоидоза и лимфомы
- Острый лимфобластный лейкоз (в результате инфильтрации сосудов сетчатки от незрелых лейкоцитов)
- Длительная невесомость (микрогравитация) для мужчин[5]

## Патофизиология
Поскольку оболочка зрительного нерва является продолжением субарахноидального пространства в мозге (и рассматривается как расширение центральной нервной системы), повышенное давление передается через зрительный нерв. Сам мозг относительно избавлен от патологических последствий высокого давления. Тем не менее, передний конец зрительного нерва упирается в глаз. Поэтому давление асимметрично и это вынуждает сдавливать и выпячивать глазной нерв в его диск. Волокна ганглиозных клеток сетчатки диска зрительного нерва деформируются и смещаются вперед. Растущая опухоль зрительного нерва или отёк диска зрительного нерва может привести к потере этих волокон и постоянному ухудшению зрения.

## Лечение
Исторически сложилось так, что отёк диска зрительного нерва был потенциальным противопоказанием к люмбальной пункции, так как существует риск тенториальной грыжи и последующей смерти от мозговой грыжи, однако новые методы визуализации более полезны в определении того, когда можно и когда нельзя проводить люмбальную пункцию. Данные, получаемые с помощью КТ или МРТ обычно служат указанием на то, есть ли структурные причины, то есть опухоли. МР-ангиография и МР-венография также могут быть назначены, чтобы исключить возможность стеноза или тромбоза артериальной или венозной систем.
Лечение во многом зависит от причины. Тем не менее, основной причиной отёка диска зрительного нерва является повышение внутричерепного давления. Это опасный симптом, свидетельствующий об угрозе опухоли головного мозга, воспалении ЦНС или внутричерепной гипертензии, которые могут проявиться в ближайшем будущем.
Таким образом, биопсия обычно выполняется до лечения на начальных этапах отёка диска зрительного нерва, для обнаружения наличия опухоли головного мозга. Если обнаружена, лечение лазером, радиотерапия и операции могут быть использованы для лечения опухоли.
Для уменьшения внутричерепного давления могут быть введены препараты для увеличения поглощения спинномозговой жидкости или уменьшения её производства. Такие лекарства включают мочегонные средства, такие как ацетазоламид и фуросемид. Эти диуретики используются при хирургических вмешательствах, а также могут лечить идиопатическую внутричерепную гипертензию. При идиопатической внутричерепной гипертензии потеря веса (даже потеря 10-15 %) может привести к нормализации внутричерепного давления.
Между тем, стероиды могут уменьшить воспаление (если оно вызвано фактором повышенного внутричерепного давления), и могут помочь предотвратить потерю зрения. Тем не менее, стероиды, как известно, вызывают повышение внутричерепного давления, особенно при изменении дозировки. Однако, если тяжёлые воспалительные состояния существуют, например, рассеянный склероз, стероиды с антивоспалительными эффектами, такие, как метилпреднизолон и преднизолон могут помочь.
Другие методы лечения включают в себя повторные люмбальные пункции, чтобы удалить лишнюю спинномозговую жидкость в черепе. Отказ от потенциально причинных лекарств, включая тетрациклины и аналоги витамина А может помочь уменьшить внутричерепного давления, однако это необходимо только если препарат действительно вносил свой вклад в увеличение внутричерепного давления.